# Vila Carrão
Vila Carrão é um bairro pertencente ao distrito do Carrão, situado na zona leste do município de São Paulo.
Bem como a maior parte dos bairros da zona leste, Vila Carrão é um bairro em desenvolvimento e possui predominância de ruas planas e estreitas, com pouco planejamento urbano, porém, conta com uma boa rede de comércios e em alguns pontos isolados com moradias de alto padrão.   
O bairro originou-se de um antigo sítio à beira de uma trilha por onde iam e vinham os gentios da aldeia de Piratininga à de Biacica ou Imbiacica (hoje os distritos de Itaim Paulista e Jardim Helena, respectivamente). Esta trilha foi engrossada pelos bandeirantes, em busca de ouro e índios para escravizar.
Essas terras, de acordo com alguns historiadores, faziam parte da indefinida "Sesmaria de João Ramalho", que ao longo dos anos passou pelas mãos de muitos proprietários e recebeu nomes como "Tucuri, "Bom Retiro" e "Chácara Carrão". Aos poucos, do vasto sítio "Tucuri", "Bom Retiro" ou "Chácara Carrão" surgiram os bairros de Vila Carrão, Vila Nova Manchester, Vila Santa Isabel e Jardim Têxtil, e o cenário rural foi dando lugar ao urbano.

## Atualidade
Além de forte e diversificado comércio, o bairro de Vila Carrão entrou para o rol de empreendimentos imobiliários cinco estrelas na Zona Leste.
O bairro abriga uma grande comunidade nipo-brasileira, existindo também a Associação Okinawa que congrega estes imigrantes e seus descendentes. É classificado pelo CRECI como "Zona de Valor D", assim como outros bairros da capital: Casa Verde, Carandiru e Brás.